# Cừu Magya Racka
Cừu Magya Racka hay còn gọi là cừu Hungary Racka (Danh pháp khoa học: Ovis aries strepsiceros hungaricus) trước đây là cừu Hortobágyi Racka (Ovis aries strepsiceros Hortobagyensis) là một giống cừu cổ xưa của Hungary, một số trong đó được cho giao phối và hình thành kể từ cuộc chinh phục của người Hungary đến vùng này. Chúng là giống vật nuôi chiếm ưu thế trong các mục đồng đất thấp, nhưng bây giờ tình trạng tại Hungary không dẫn đến tổng đàn 5% của số lượng con giống truyền thống khác (cừu Tsigai, cừu Cikta) với nhau.
Đây là một giống cừu nhà có nguồn gốc từ vùng Hungary, chúng là một giống cừu được biết đến với cái sừng xoắn ốc khác thường của nó. Những phụ độc đáo không giống bất cứ sừng cừu nhà nào khác. Cừu Racka đã tồn tại ít nhất là từ năm 1800, khi đăng ký lần đầu tiên được thiết lập, là giống duy nhất với cả hai giới có sừng hình xoắn ốc dài. Đó là một giống vật nuôi nhiệt huyết, đa mục đích, giống này dùng cho vắt sữa, len và thịt cừu, len của chúng là dài và thô, và xuất hiện trong hai loại thường thấy. 

## Lịch sử
Trong lịch sử lâu đời, các dân tộc khác nhau sinh sống trong lưu vực Carpathian tại thời điểm cuộc chinh phục chủ yếu của rézjuhokat, tőzegjuhokat, những con cừu La Mã giao phối với các giống cừu khác nhau, cũng như các giống cừu địa phương khác. Trong một tài liệu cho biết: Từ quê hương của người Magyar, họ đã mang theo cừu Racka, một giống vật nuôi cổ xưa Hungary, và không nơi nào khác, chỉ cần nơi người Hungary đã sống và đang sống- theo Laszlo Gaal: Chăn nuôi ở Hungary-Academic Press, Budapest, 1966.
Tổ tiên của cừu lông ARKAL (Ovis vignei var. ARKAL), chỉ là những con cừu hoang dã to lớn với một cái đuôi dài, và sống ở Tây Nam Á, nơi mà sự thuần dưỡng cừu đã diễn ra. Dựa trên nghiên cứu khảo cổ, Bökönyi Alexander đi đến kết luận rằng cừu Hungary Racka thời kỳ di cư xuất hiện ở lưu vực Carpathian, nhưng không có dữ liệu như mà dân tộc đã đến. Đáng chú ý, các dữ liệu ngôn ngữ mà tổ tiên của từ cừu Finno-Ugric ban đầu chỉ hiểu rackára. Theo John Matolcsi, những con cừu đem theo trong các cuộc chinh phục không có hình chữ V, sừng xoắn, nhưng xoắn quanh một trục nằm ngang.
Trong nhiều thế kỷ, cừu juhbőrkereskedelem đã chứng kiến việc di chuyển diễn ra giữa Hungary và các nước láng giềng, trong đó đã có 1.255 dữ liệu. Hầu hết các con cừu năm 1.737 được vận chuyển ra 124 129 cá thể. Từ nửa sau của thế kỷ 19, giống finomgyapjas chủ yếu đã bị giống cừu Merino đẩy lùi. Có cả thảy 1.903 loài đã được tổ chức tại kipusztulófélben. Sau khi Chiến tranh Thế giới thứ hai, chỉ có một số nhỏ các giống Hortobágyon và các khu vực xung quanh đã được bảo tồn, nó lan rộng trong những năm 1950 điều này dẫn đến thuật ngữ cừu Hortobágyi Racka.

## Đặc điểm

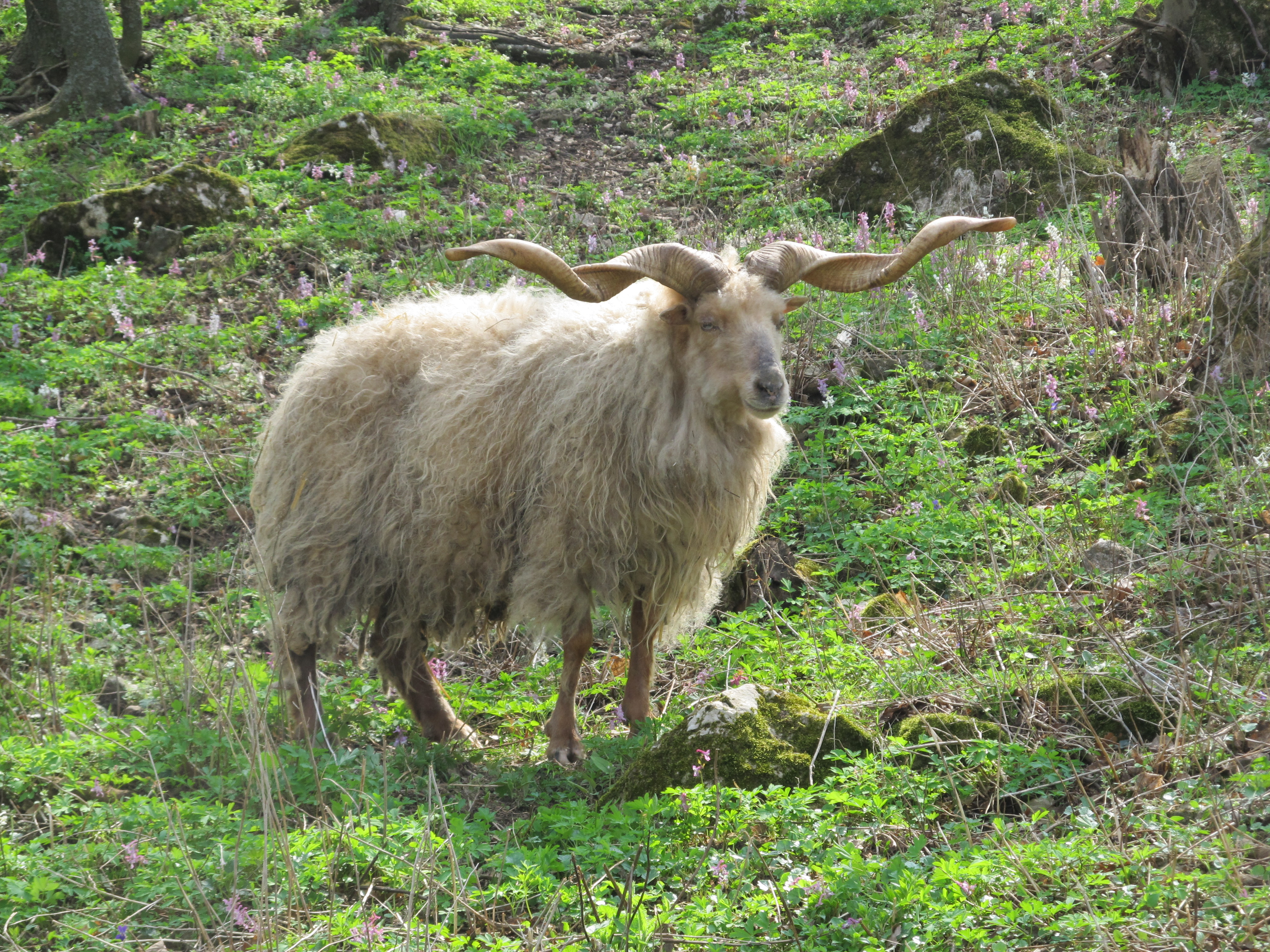
Một con cừu đực Racka trưởng thành

Đây là một con cừu cỡ vừa, cừu đực có chiều cao vai 72 cm, trọng lượng 55–75 kg, xấp xỉ, chiều dài 0,5 mét dài, sừng trục xoắn của 90-110 ° khóa. Các con cừu cái nhỏ hơn trung bình cao 66 cm và nặng 35–45 kg, sừng khóa trong trung bình 30 cm và một góc 50-60 °. Cừu cái nặng khoảng 88 lb (40 kg), và rams 132 lb (60 kg). Việc chấp nhận được trọng lượng cơ thể trưởng thành tối thiểu cho cừu cái là 40 kg (88 lb) và 60 kg (130 lb). Các con cừu đực có chiều cao trung bình 72 cm (28 in).
Những chiếc sừng xoắn nhô ra gần như thẳng lên từ đỉnh đầu. Những chiếc sừng này chiều dài có thể tăng lên 2,0 ft (0,61 m). Chiều dài tiêu chuẩn nhỏ nhất là 20 (51 cm) cho cừu đực và 12-15 tại (30–38 cm) cho cừu cái. Một đặc sản độc đáo của cả hai giới tính đặc trưng hình chữ V nhô thẳng, sừng xoắn nhiều lần, có lẽ đã được tạo ra sau khi đột biến và lựa chọn như là một kết quả của phổ biến, nhưng nó có thể là người Thổ Nhĩ Kỳ từ phía nam.
Có hai mô hình màu lớn với cừu Racka. Các màu phổ biến nhất là len màu nâu bao gồm đầu và chân với chất xơ khác nhau về màu sắc từ nâu đậm đến nâu nhạt và trắng. Các cá thể cũng có thể màu đen. Những lông cừu màu đen-màu mất dần một màu đen đỏ tiếp xúc với ánh sáng mặt trời và khi chúng lớn lên, các điểm của sợi chuyển sang màu xám. Đường kính sợi khác nhau trong giống này và thường được tìm thấy là 12-40 micromet với sản lượng 38% đến 65%. chiều dài Staple là khoảng 30 cm (12 in). Trọng lượng lông cừu phải có ít nhất 3 kg (6.6 lb) cho con cừu đực, có sự mềm mại và uốn của len.
Trán chúng phẳng, xương mũi lồi ra, chúng có hố nước mắt, mõm của chúng mỏng, môi hoạt động, răng cửa sắc, nhờ đó chúng có thể gặm được cỏ mọc thấp và bứt được những lá thân cây mềm mại, hợp khẩu vị trên cao để ăn. Chúng có thói quen đi kiếm ăn theo bầy đàn, tạo thành nhóm lớn trên đồng cỏ. Trong da chúng có nhiều tuyến mồ hôi và tuyến mỡ hơn dê. Bởi thế chúng bài tiết mồ hôi nhiều hơn và các cơ quan hô hấp tham gia tích cực hơn vào quá trình điều tiết nhiệt. Mô mỡ dưới da của chúng phát triển tốt hơn dê và ngược lại ở các cơ bên trong của chúng có ít tích lũy mỡ hơn dê.

## Chăn nuôi
Chúng có tính bầy đàn cao nên dễ quản lý, chúng thường đi kiếm ăn theo đàn nên việc chăm sóc và quản lý rất thuận lợi. Chúng cũng là loài dễ nuôi, mau lớn, ít tốn công chăm sóc. So với chăn nuôi bò thì chúng là vật nuôi dễ tính hơn, thức ăn của chúng rất đa dạng, thức ăn của chúng là những loại không cạnh tranh với lương thực của người. Chúng là động vật có vú ăn rất nhiều cỏ. Hầu hết chúng gặm cỏ và ăn các loại cỏ khô khác, tránh các phần thực vật có gỗ nhiều. Chúng có chế độ hoạt động ban ngày, ăn từ sáng đến tối, thỉnh thoảng dừng lại để nghỉ ngơi và nhai lại. Đồng cỏ lý tưởng cho chúng như cỏ, họ Đậu. Khác với thức ăn gia súc, thức ăn chính của chúng trong mùa đông là cỏ khô.
Chúng là loài ăn tạp, có thể ăn được nhiều loại thức ăn bao gồm thức ăn thô xanh các loại như: rơm cỏ tươi, khô, rau, củ quả bầu bí các loại, phế phụ phẩm công nông nghiệp và các loại thức ăn tinh bổ sung như cám gạo ngũ cốc. Mỗi ngày chúng có thể ăn được một lượng thức ăn 15-20% thể trọng. Chúng cần một lượng thức ăn tính theo vật chất khô bằng 3,5% thể trọng. Với nhu cầu 65% vật chất khô từ thức ăn thô xanh (0,91 kg) và 35% vật chất khô từ thức ăn tinh (0,49 kg). Khi cho chúng ăn loại thức ăn thô xanh chứa 20% vật chất khô và thức ăn tinh chứa 90% vật chất khô.
Nguồn nước uống là nhu cầu cơ bản của chúng. Lượng nước cần cho chúng biến động theo mùa và loại và chất lượng thực phẩm mà chúng tiêu thụ. Khi chúng ăn nhiều trong các tháng đầu tiên và có mưa (kể cả sương, khi chúng ăn vào sáng sớm), chúng cần ít nước hơn. Khi chúng ăn nhiều cỏ khô thì chúng cần nhiều nước. Chúng cũng cần uống nước sạch, và có thể không uống nếu nước có tảo hoặc chất cặn. Trong một số khẩu phần ăn của chúng cũng bao gồm các khoáng chất, hoặc trộn với lượng ít.

## Chăm sóc
Sau khi cho phối giống 16-17 ngày mà không có biểu hiện động dục lại là có thể cừu đã có chửa, Căn cứ vào ngày phối giống để chuẩn bị đỡ đẻ cho cừu (thời gian mang thai của cừu 146-150 ngày) nhằm hạn chế cừu sơ sinh bị chết; Có thể bồi dưỡng thêm thức ăn tinh và rau cỏ non cho cừu có chửa nhưng tuyệt đối tránh thức ăn hôi mốc; Khi có dấu hiệu sắp đẻ (bầu vú căng, xuống sữa, sụt mông, âm hộ sưng to, dịch nhờn chảy ra, cào bới sàn…) nên nhốt ở chuồng riêng có lót ổ rơm và chăn dắt gần, tránh đồi dốc.
Thông thường cừu mẹ nằm đẻ nhưng cũng có trường hợp đứng đẻ, tốt nhất nên chuẩn bị đỡ đẻ cho cừu; Sau khi đẻ cừu mẹ tự liếm cho con. Tuy nhiên, vẫn phải lấy khăn sạch lau khô cho cừu con, nhất là ở miệng và mũi cho cừu con dễ thở. Lấy chỉ sạch buộc cuống rốn (cách rốn 4–5 cm), cắt cuống rốn cho cừu con và dùng cồn Iod để sát trùng; Giúp cừu con sơ sinh đứng dậy bú sữa đầu càng sớm càng tốt (vì trong sữa đầu có nhiều kháng thể tự nhiên); Đẻ xong cho cừu mẹ uống nước thoải mái (có pha đường 1% hoặc muối 0.5%).
Cừu con trong 10 ngày đầu sau khi đẻ cừu con bú sữa mẹ tự do; Từ 11-21 ngày tuổi cừu con bú mẹ 3 lần/ngày, nên tập cho cừu con ăn thêm thức ăn tinh và cỏ non, ngon; 80-90 ngày tuổi có thể cai sữa. Giai đoạn này phải có cỏ tươi non, ngon cho cừu con để kích thích bộ máy tiêu hóa phát triển (đặc biệt là dạ cỏ) và bù đắp lượng dinh dưỡng thiếu hụt do sữa mẹ cung cấp không đủ; Cừu sinh trưởng và phát triển nhanh, mạnh ở giai đoạn này.